# Gabriele Ghisellini
Gabriele Ghisellini (Sustinente, 24 febbraio 1956) è un astrofisico, divulgatore scientifico e saggista italiano.

## Biografia

### Formazione e attività di ricerca
Si laurea in fisica nel 1983 all'Università degli studi di Milano, frequenta a Trieste la Scuola Internazionale Superiore di Studi Avanzati (SISSA) dove nel 1986 consegue un Titolo di Master in astrofisica e nell'anno successivo, 1987, ottiene un Titolo di Dottorato di ricerca sempre in astrofisica. Dal 2011 al 2019 ha ricoperto il ruolo di professore incaricato presso l'Università degli Studi di Milano-Bicocca.
Dal 2009, è Dirigente di Ricerca INAF (Istituto Nazionale di Astrofisica) presso l'Osservatorio astronomico di Brera.
È autore di oltre 400 lavori scientifici pubblicati in riviste internazionali, su argomenti quali l'astrofisica delle alte energie, processi radiativi, nuclei galattici attivi.

### Attività di divulgazione scientifica
È autore di saggi a carattere divulgativo, è stato ospite come esperto scientifico in varie trasmissioni televisive, nel 2022 cura e conduce insieme a Luigi Bignami una serie tv composta da 3 puntate intitolata "I misteri dell'universo" (Sky Italia). Dal 2020 pubblica video divulgativi su un canale YouTube a suo nome. Ha partecipato come relatore a numerori seminari dedicati alla scienza, in scuole, università, biblioteche e sale civiche.

## Vita privata
È sposato e ha due figli.

## Curiosità
In età giovanile ha praticato atletica leggera vincendo nel 1973 i campionati italiani allievi correndo i 400 metri ostacoli.  Grazie a questo risultato viene convocato nel 1974 dalla Nazionale italiana di atletica leggera Under 18 per un incontro Spagna-Italia-Francia svoltosi a Pamplona nel quale gli azzurri sono risultati vincitori.

## Premi e riconoscimenti
- 1998 - Premio SIGRAV, per contributi alla comprensione della Relatività Generale e Fisica della Gravitazione.[9]
- 2016 - Premio Internazionale «Prof. Luigi Tartufari» per l'Astronomia, vincitore ex aequo con il prof. Andrea Cimatti, conferito dall'Accademia Nazionale dei Lincei.[10]

## Televisione
- Nautilus - buchi neri non più oscuri (Rai Scuola, 2019) - ospite come esperto scientifico[12]
- Storie della Scienza (Rai Scuola, 2021) - ospite come esperto scientifico[13]
- Il cuore oscuro della Via Lattea (Focus Tv, 2022) - ospite come esperto scientifico[14]
- I misteri dell'universo (Sky Italia, 2022) - curatore e conduttore insieme a Luigi Bignami[15]

## Opere
- 2013, "Radiative Processes in High Energy Astrophysics", in lingua inglese, editore Springer. ISBN 9783319006123
- 2019, "Astrofisica per curiosi - breve storia dell'Universo", editore Hoepli. ISBN 9788820389420
- 2021, "E luce fu - il filo rosso della fisica moderna", editore Hoepli. ISBN 9788836004157
- 2023, "L'universo come non si era mai visto - le nuove astronomie", editore Hoepli. ISBN 9788836014378